# Le Pondy
Le Pondy is een gemeente in het Franse departement Cher (regio Centre-Val de Loire) en telt 114 inwoners (2004). De plaats maakt deel uit van het arrondissement Saint-Amand-Montrond.

## Geografie
De oppervlakte van Le Pondy bedraagt 6,5 km², de bevolkingsdichtheid is 17,5 inwoners per km².
De onderstaande kaart toont de ligging van Le Pondy met de belangrijkste infrastructuur en aangrenzende gemeenten.

## Demografie
Onderstaande figuur toont het verloop van het inwonertal (bron: INSEE-tellingen).